# 23777 Goursat
23777 Goursat este un asteroid din centura principală de asteroizi.

## Descriere
23777 Goursat este un asteroid din centura principală de asteroizi. A fost descoperit pe 23 august 1998 la Prescott (Arizona) de Paul G. Comba. Asteroidul prezintă o orbită caracterizată de o semiaxă mare de 2,95 ua, o excentricitate de 0,09 și o înclinație de 10,0° în raport cu ecliptica.